# 世界産業労働組合
世界産業労働組合（英: Industrial Workers of the World, IWW）は、アメリカ合衆国イリノイ州シカゴに本部を置く国際的な労働組合。1905年創設。最盛期の1923年には10万人の組合員を擁し、30万人の労働者を傘下に持った。1924年に内部対立と政府の圧力から分裂。現在も12300人のメンバーを擁する小規模組合として存続している。すべての労働者は一つの組合の下に団結することと、賃労働の廃止を主張としている。

## 結成
1905年6月シカゴにおいて、サミュエル・ゴンパーズ率いるアメリカ労働総同盟(AFL)の保守的な傾向に反対していたビル・ヘイウッド、ダニエル・デ・レオン、ユージン・V・デブスら200人の労働運動家やAFLから排除されていた社会主義者、無政府主義者によって結成された。
AFLは労使協調を主張してストライキや革命運動に反対しており、IWWはこれに対して戦闘的な組合だった。

## 戦術をめぐる論争
デ・レオンら政党結成論者は、IWWの目標である労働者の解放には、政治的な行動が一番の道であると訴えた。これに対し後にヘイウッドら直接行動派はストライキやプロパガンダ活動、ボイコットなど直接行動で闘うべきだと主張し、激しい論争が戦われた。
結局ヘイウッドら直接行動派が論争に勝利し、1908年デ・レオンらは離脱した。

## 活動

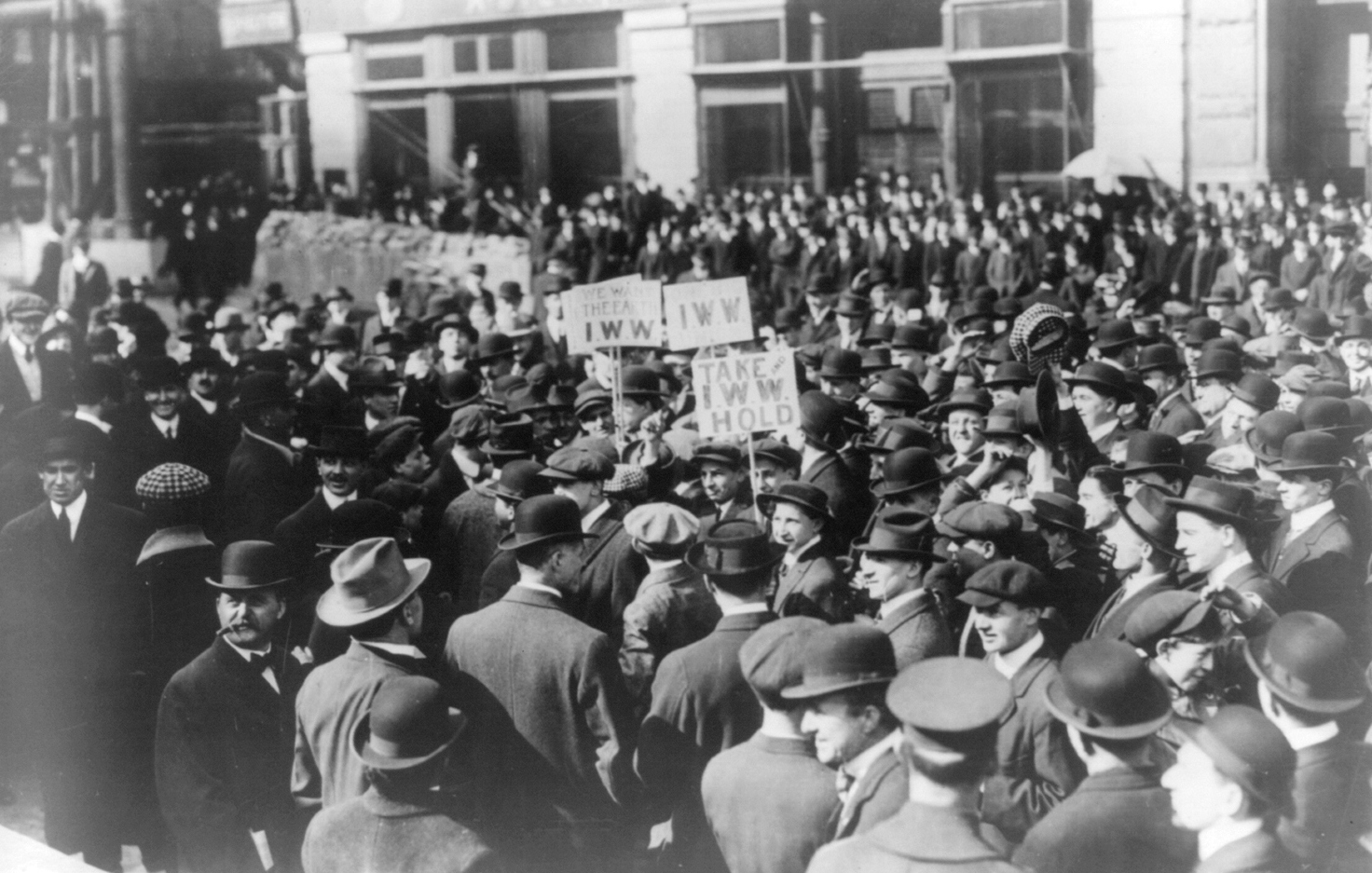
ニューヨーク市における世界産業労働組合のデモ、1914年

1912年の時点でIWWは5万人の組合員を持ち、特に北西部では港湾労働者、中部では農民の組合員が多く、紡績工場や炭鉱地帯にも大量の組合員がいた。
IWWは150以上のストライキに関わり、マサチューセッツ州ローレンスでは移民労働者、ニュージャージー州パターソンでは紡績労働者による大規模なストライキを起こした。
IWWにはAFLから排除されていた非熟練労働者や季節労働者、移民労働者、アフリカ系アメリカ人労働者が大量に加盟し、特にアフリカ系だけで最盛期に5万人が加盟していた。
1915年には中部から西部にかけての農民による農業労働者組合や土木労働者による木材産業労働者組合を結成した。

## 政府の弾圧
IWWの活動に対して政府は苛烈な弾圧で応じた。1914年には組合員だった歌手のジョー・ヒル（en）が殺人容疑で逮捕され、状況証拠のみで物的証拠はなかったにもかかわらず1915年11月19日にユタ州において処刑された。1916年11月5日にはワシントン州エヴェレットにおいていわゆるエヴェレット虐殺が起きた。保安官ドナルドマクローなど経営者側の武装集団が蒸気船ベロナ号に乗船していたウォブリーに襲い掛かり少なくとも5人が殺された。武装集団側にも2名の死者が出た。
多くのIWWメンバーが合衆国の第一次世界大戦への参戦に反対した。1916年には組織として戦争に反対する決議が可決した。すべての戦争に反対し、「平時には反軍国主義の宣伝を行って全世界の労働者との階級連帯をすすめ、戦争になったときにはゼネラル・ストライキを行う」というものである。
しかし、1917年4月にアメリカが戦争に突入すると、IWWは組合の存続を優先するため戦争反対を正面に持ち出すことを避けた。にもかかわらず、IWWが戦争をサボタージュするためにドイツから資金を得ているとか、農作物を焼き払う陰謀を企んでいるといった根拠のない報道をする新聞があった。1917年8月にはIWWメンバーがモンタナ州ブットにおいてリンチにあった。
政府は戦争をIWWを殲滅するための好機と捉え、1917年9月5日に司法省の捜査官がIWWの本部と全国48の支部事務所に対して一斉捜索を行った。戦争計画の妨害と、兵役拒否と、軍務への不服従と、雇用者への詐欺との謀議を容疑として、165人がシカゴの裁判所で起訴された。検察は、9月の家宅捜索で得た様々な文書を証拠として提出したが、いずれの嫌疑についても実行や具体的計画を示すものはなかった。検察側の証人は、容疑者が政府や軍隊、兵士を批判したり嘲ったりするような発言をしたと証言した。一斉捜索で押収され、証拠として提出された文書群は、IWWが開戦前に戦争反対を呼びかけていたこと、開戦後に組織内部で反戦運動の停止について議論が起こっていたこと、そして反戦宣伝を停止した後においても「資本家の戦争」に懐疑的だったことを示していた。ドイツ等の敵国との結びつきを示唆する証拠や証言は皆無であったが、裁判所はスパイ法に反したとして1918年8月に有罪判決を下した。裁判中に釈放され、あるいは執行を猶予された若干名を除き、多くの組合員が10日から20年の刑期を宣告されて投獄された。しかし、裁判中に保釈されていた10人は判決後に姿をくらまし、その一人だったヘイウッドはソビエト連邦に亡命した。
西部の諸州でも、9月以降に捜索と逮捕が行われ、カリフォルニア州サクラメントで裁判が開かれた。数か月の収監の後に釈放された者も多かった。起訴されたのは51人であったが、劣悪な環境で何か月も拘留されたために、判決が出る前に5人が獄死した。残る46人が、10年の投獄から、100ドルの罰金までの有罪判決を受けた。中西部のカンザス州とオクラホマ州では、1917年11月17日に一斉捜索が行われた。34人が起訴、27人が有罪とされ、26人が1年から9年投獄されることになった。いずれも証拠の薄弱さはシカゴの場合と同様である。
第一次世界大戦が終わったあと、IWWおよび思想的に近い社会主義者たちだけでなく、ライバル関係のアメリカ労働総同盟や、アメリカ自由人権協会のような市民団体が、政治犯の釈放を求めて働きかけを起こした。彼らは上下院の議員を動かしたが、議会からの要請もウィルソン、ハーディング両大統領を動かすことはできなかった。1923年に就任したクーリッジ大統領が、その年の12月15日、戦時中の政治犯に恩赦を下した。

## 著名なメンバー
- ビル・ヘイウッド
- ダニエル・デ・レオン
- ユージン・V・デブス
- ヘレン・ケラー
- ラルフ・チャップリン
- ジェームズ・P・キャノン
- ジョー・ヒル（en）
- エリザベス・フリン
- ウィリアム・トラウトマン
- ジェフ・モンソン
- マッティ・ヴァレンティン・フータ（Tボーン・スリム）